# Tricoteuses

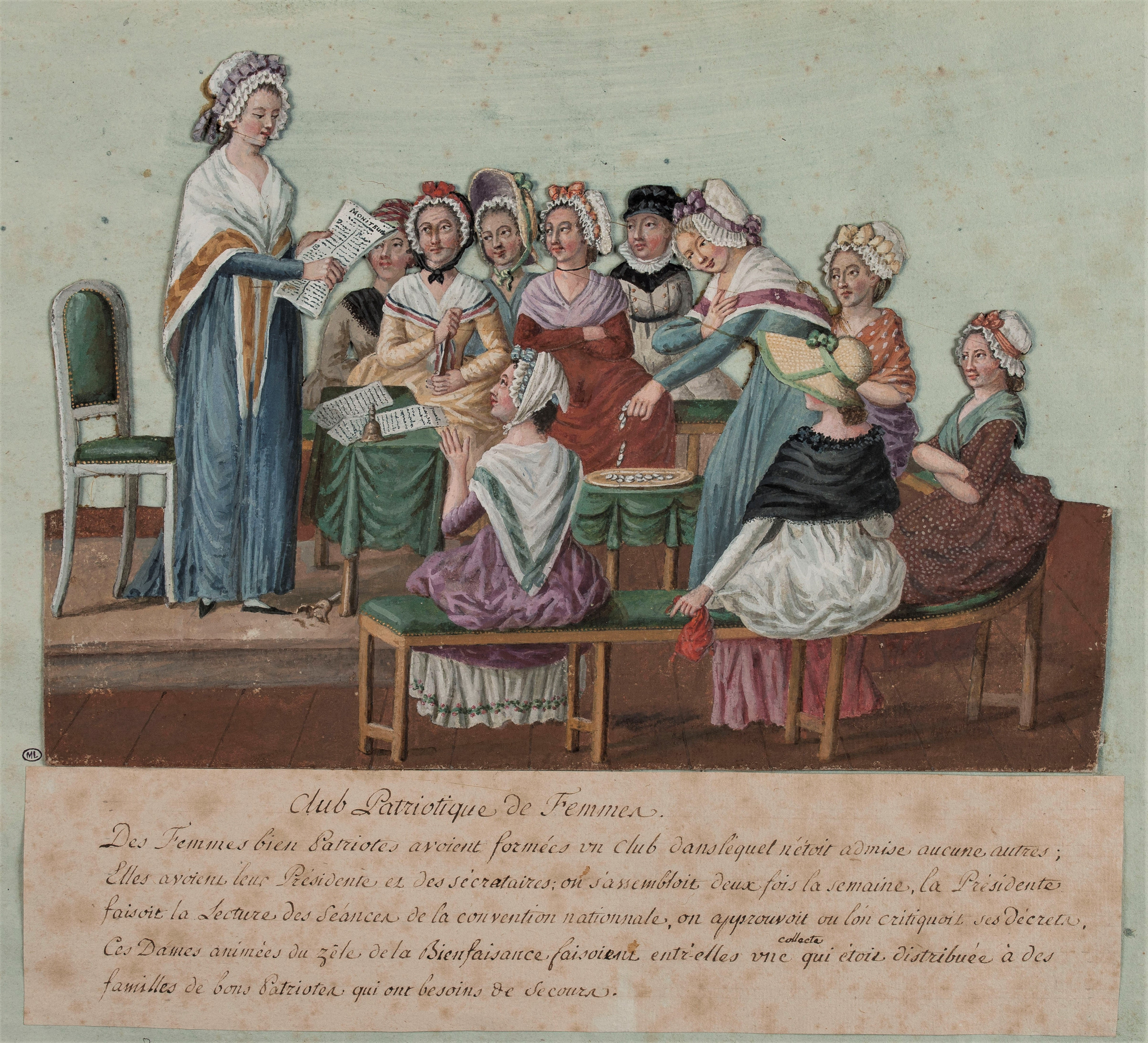
Ein revolutionärer Frauenclub in einer zeitgenössischen Darstellung von Pierre-Etienne Lesueur

Als Tricoteuses ([tʁikɔtøːz], französisch; „Strickerinnen“) wurden während der Französischen Revolution politische Aktivistinnen aus den Kreisen der Sansculottes bezeichnet, die an den Orten des revolutionären Geschehens auftraten und die Positionen der Jakobiner und Enragés militant unterstützten.

## Der Begriff

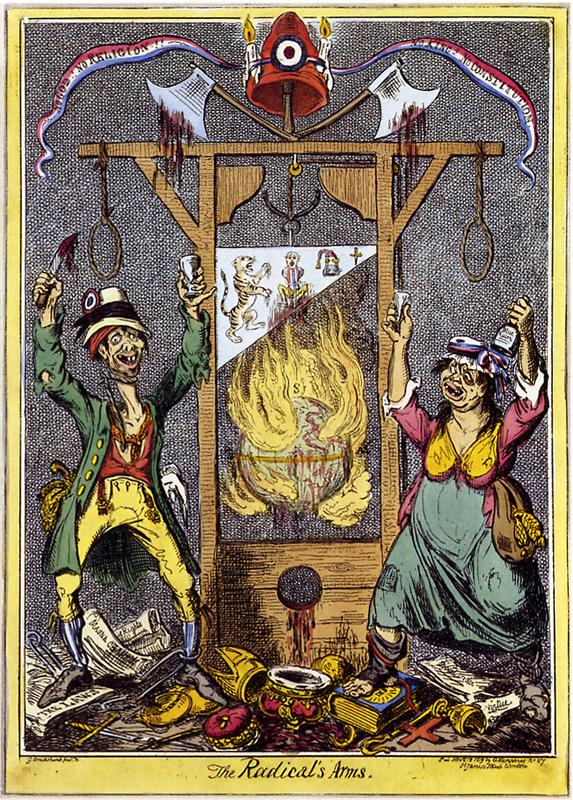
Zeitgenössische Karikatur des Briten George Cruikshank über die Sansculotten an der Guillotine

Die Begriffsprägung von Revolutionärinnen als Strickerinnen ist rückführbar auf einen Erlass des Sekretärs der Pariser Kommune, Pierre-Gaspard Chaumette, vom 22. Dezember 1793:

„Der Rat hält fest, dass die patriotischen Bürgerinnen des 5. und 6. Oktober bei allen Bürgerfeiern einen besonders gekennzeichneten Platz haben werden und dass vor ihnen ein Banner sein wird mit der Aufschrift, die man auf dem Triumphbogen des Boulevards liest: ‚Wie ein Tier haben sie den Tyrannen vor sich her gejagt‘ sowie ‚Frauen des 5. und 6. Oktober‘. Und sie werden mit ihren Ehegatten und Kindern teilnehmen und sie werden stricken.“

Der Begriff wird ebenfalls mit dem Bild strickender Frauen auf der Tribüne des Nationalkonvents in Verbindung gebracht, die das Öffentlichkeitsprinzip seiner Sitzungen einlösten, lautstark Maximilien de Robespierre unterstützten und dafür 40 Sous am Tag erhalten haben sollen. Einen besonders markanten Eindruck hinterließ der Auftritt der Tricoteuses am Fuß der Guillotine. Der Scharfrichter von Paris, Charles Henri Sanson, beschrieb dies in seinen Lebenserinnerungen:

„Zur Richtstätte kamen immer die gleichen Zuschauer, im wesentlichen radikale Sansculottes aus den Faubourgs Saint-Antoine und Saint-Marcel: Handwerker, kleine Gewerbetreibende, kurz, Leute aus dem Volk, die sich durch eine drastische Sprache und unkompliziertes Benehmen auszeichneten – das revolutionäre ‚Du‘ wurde hier früh zur allgemein gebräuchlichen Anrede. Die Frauen aus diesem Milieu waren die berüchtigten Tricoteuses, die mit ihrem Strickzeug auf Bänken an der Guillotine saßen und Witze rissen, während sie auf die Verurteilten warteten; bei passender Gelegenheit vergriffen sie sich auch an Passanten, wenn diese nur aristokratisch aussahen.“

## Die strickenden Frauen in verschiedenen geschichtlichen Epochen

### Während der Französischen Revolution

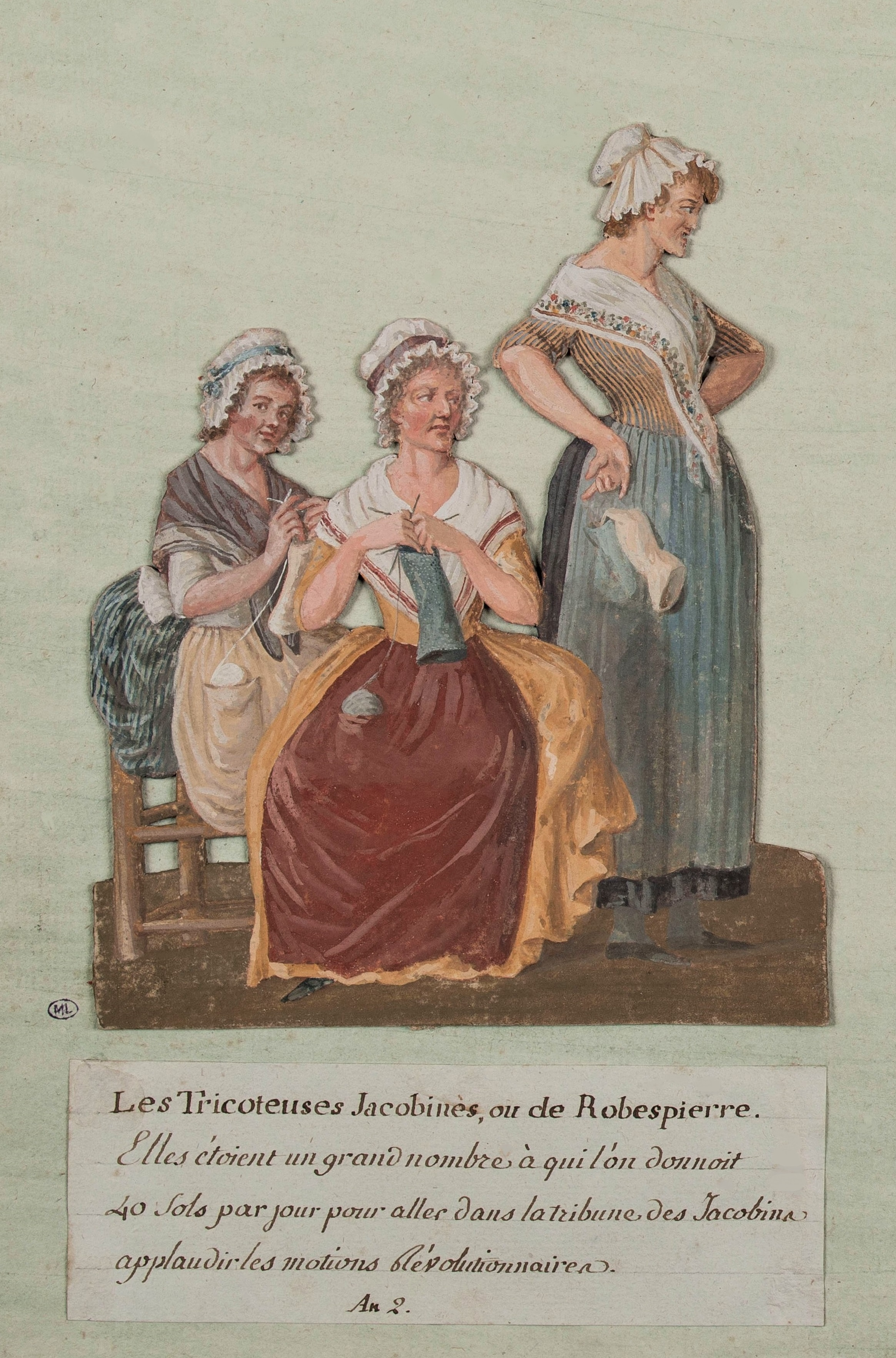
Tricoteuses in einer zeitgenössischen Darstellung von Pierre-Etienne Lesueur.

Um als Tricoteuse zu gelten, musste eine Frau nicht in jedem Fall ihre politische Aktivität mit Strickzeug begleiten, der Name ging über seine eigentliche Bedeutung hinaus. Wie die Poissardes („Fischweiber“) des Zugs nach Versailles am 5./6. Oktober 1789 und die Blanchisseuses („Weißwäscherinnen“) der Preisunruhen am 25. Februar 1793, die ebenfalls aus der Kleinbürgerschicht oder der Arbeiterklasse stammten und – worauf Chaumettes Dekret hinweist – wenigstens teilweise mit ihnen identisch waren, standen die Tricoteuses in herausragender Weise für den Umsturz, da sie neben der alten Ordnung auch die Geschlechterordnung bedrohten, die selbst die Revolutionsbehörden nicht in Frage stellten und mit dem Verbot politischer Frauenvereinigungen am 30. Oktober 1793 ausdrücklich schützten.
Das Stricken wurde in Literatur und Geschichtsschreibung ursprünglich als Mittel gedeutet, sich die Zeit zu vertreiben, und markierte dabei als typische Betätigung der weiblichen Privatsphäre den Graben zum Anspruch auf Teilhabe am öffentlichen, männlichen Raum. Indem die Frauen die private Tätigkeit in die Öffentlichkeit trugen, beanspruchten sie gesellschaftliche Teilhabe. Mittlerweile deutet die Geschlechterforschung das Stricken als Zeichensetzung in männlich beherrschten Bereichen. Indem eine geschlechtsspezifische soziale Praxis in den Bereich der Revolutionssymbolik übertrat, platzierte sich die weibliche Lebens- und Arbeitswelt als Gegenstand und Handlungsträger der Politik, von der die Frauen mangels Wahl- und Stimmrechts ausgeschlossen waren.
Die Auftritte der Tricoteuses waren besonders intensiv während der Hochphase der Revolution, der Terreur von 1793/94, die eine Vervielfachung revolutionärer Praktiken mit sich brachte. Die unübersehbare Anwesenheit der Tricoteuses bei den Hinrichtungen ist vor dem Hintergrund der Revolutionskulte zu sehen, für deren Anhänger die Guillotine „heilig“ und der Mittelpunkt „roter Messen“ sein konnte.

### Im Ersten Weltkrieg
Belgische und französische Agentinnen betrieben unter den Augen der deutschen Besatzung Untergrundkampf durch Stricken. Die französische Spionin Louise de Bettignies, deren Tarnname Alice Dubois war, nutzte das aus etwa 100 Agenten bestehende Alice Network, in das sie auch Strickerinnen aufnahm, um den Vorstoß der Deutschen zu behindern. Sie war zweisprachig aufgewachsen und arbeitete von Lille aus für den britischen Geheimdienst. Sie band Frauen in ihr Netzwerk ein, die in der Nähe von Bahnhöfen oder Gleisumschlagplätzen lebten, um die Gleise beobachten zu lassen. Das Übermitteln von Informationen über ein- und ausgehende Züge, mit verschiedenen Strickmaschen unterschieden nach der Art der Züge, sollte dem Militär Informationen über geplante Schritte der Deutschen liefern. Stricken als Codiertechnik hatte den Vorteil, dass es sich unauffällig über einen längeren Zeitraum am Fenster ausführen ließ. Die Arbeiten wurden dann in die Zentrale geschmuggelt.

### Im Amerikanischen Unabhängigkeitskrieg
Im Amerikanischen Unabhängigkeitskrieg diente Stricken ebenfalls als Tarnung. Molly Old Mom Rinker spionierte die Briten im Auftrag von George Washington aus. Sie setzte sich auf einen Hügel, gab vor zu stricken, beobachtete die feindlichen Linien und warf immer wieder in Wollknäuel versteckte Notizzettel mit Informationen den Abhang hinunter, wo sich amerikanische Soldaten versteckt hielten.

## Rezeption
Die weiblichen Sansculotten fanden als Tricoteuses de Robespierre („Robespierres Strickweiber“) und Furies de la Guillotine („Rachegöttinnen der Guillotine“) einen dauerhaften Platz in revolutionsfeindlichen und restaurativen Schriften, für die sie „eins der gefährlichsten und ekelhaftesten Elemente revolutionärer Aufregung bildeten“. Die „Strickerinnen“ haben in der revolutionsfeindlichen Mythologie ein oft verzerrtes Fantasiebild von blutrünstigen Monstern als Gegenbild zur angeblich natürlichen Ordnung hinterlassen, in welcher Frauen ihre Rolle als liebevolle Mütter und Ehefrau erfüllen, ohne je politisch in der Öffentlichkeit aktiv zu werden.
Bis in die Gegenwart steht der Begriff in der französischen und englischen Sprache metaphorisch für eine Frau mit radikaler politischer Haltung. In Literatur und Kunst sind die Tricoteuses immer wieder zu finden. Louis-Sébastien Mercier beschrieb in der zweiten Folge des Tableau de Paris ihre Geschichte, Charles Dickens zeichnete in seinem Roman A Tale of Two Cities die selbstzerstörerische Hauptfigur Thérèse Defarge als Tricoteuse, die ein unerbittliches Verlangen nach Rache an allen Aristokraten und anderen Gegnern der Revolution antreibt. Sie nimmt die Namen der nächsten Guillotineopfer in codierter Form ins Muster ihrer Strickarbeit auf.
In Mel Brooks’ Film History of the World wird die Figur aufgenommen, wo die auch ohne Wolle mit ihren Nadeln hantierende Madame Defarge der Kopf der revolutionären Verschwörung ist. Ian Fleming verwendet das Rollenklischee der Tricoteuse mehrfach in seinem Roman From Russia, With Love (1957) zur Charakterisierung von James Bonds Gegenspielerin, der sowjetischen Agentin Rosa Klebb: Im letzten, auch ausdrücklich mit La Tricoteuse überschriebenen Kapitel versucht die (als Aristokratin verkleidete) Klebb schließlich sogar, Bond mittels vergifteter Stricknadeln zu beseitigen. In David Bowies Song Candidate aus dem Album Diamond Dogs erscheint die Textzeile I smell the blood of les tricoteuses. Regisseur Christopher Nolan nahm das Stricken als Akt der Revolte in seinen Batman-Film The Dark Knight Rises (2012) auf: In einem Schauprozess gegen den Polizei-Commissioner Jim Gordon strickt der Terrorist Bane und beobachtet dabei genüsslich das rechtswidrige Geschehen.